# Taller de Ribagorça

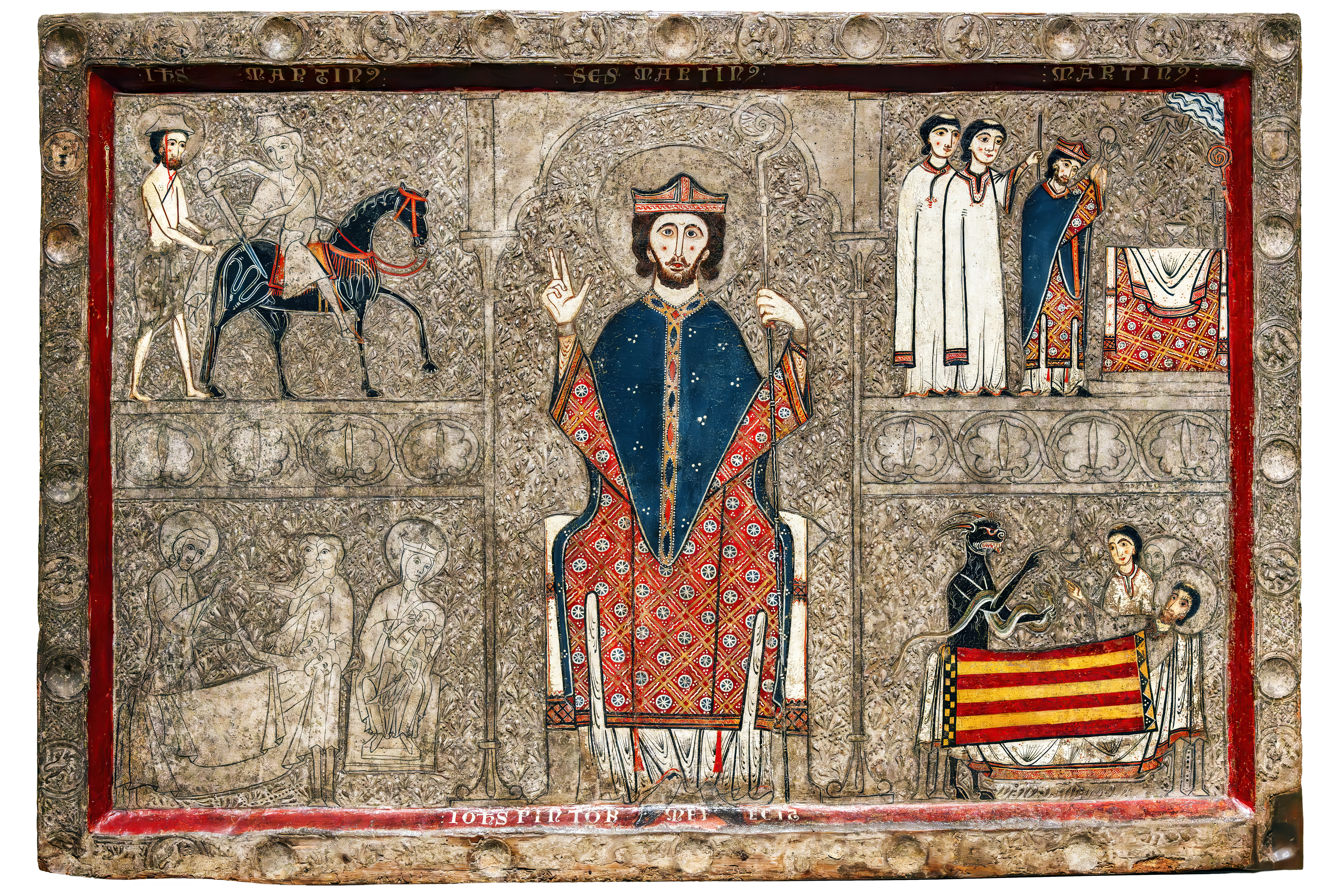
Frontal d'altar de Gia.

El Taller de Ribagorça fou un grup d'artistes presents durant el romànic a la zona de la Ribagorça. Les obres atribuïdes a l'anomenat Taller de Ribagorça (de localització imprecisa) formen un dels grups més homogenis de la pintura del segle xiii. Tot i que una d'elles, el Frontal de Gia, conté la signatura del pintor, Joan («Iohannes pintor me fecit»), poden observar-se diferents autors entre les peces. Donen personalitat al grup els fons i els marcs amb relleus d'estuc, que eren recoberts per fines làmines de plata o d'estany amb colradura (vernís groc), i la riquesa dels efectes cromàtics. La iconografia és orientada sovint als sants, i pren un sentit més narratiu i anecdòtic, que l'apropa al gòtic. Pertanyen igualment a aquest grup els frontals d'altar de Cardet (àmbit 4) i de Sant Climent de Taüll.

## Obres destacades
- Frontal d'altar de Gia
- Frontal d'altar de Cardet